# Shuswap Highland
Das Shuswap Highland ist ein plateauartiges, hügeliges Gebiet mit einer Fläche von 14.511 km² in der kanadischen Provinz British Columbia. Es erstreckt sich über das Hochland zwischen dem Bonaparte- und dem Thompson-Plateau von der Gegend um Mahood Lake an der südöstlichen Ecke des Cariboo-Plateaus nach Südosten zum unteren Shuswap River östlich von Vernon im Okanagan Valley.

## Lage
Das Shuswap-Hochland ist im Wesentlichen ein Vorgebirge (oder Übergangsgebiet) zwischen den viel breiteren Hochebenen im Landesinneren südwestlich und westlich davon und dem gebirgigen Gelände der nördlichen Monashee und Cariboo Mountains im Osten/Nordosten. Es ist kein einheitlicher Gebirgszug, sondern eine Kombination aus kleinen Hochebenen, die durch die Täler der Flüsse Clearwater, North Thompson und Adams sowie durch das Tiefland im Südwesten, das den Shuswap Lake flankiert, unterbrochen werden. Zu diesem Gebiet gehören auch die Spa Hills und die anderen isolierten Hügelketten und Mini-Plateaus zwischen dem eigentlichen Thompson-Plateau und dem Shuswap Lake. Der höchste Punkt des Hochlands ist der Dunn Peak im Dunn-Peak-Massiv mit 2636 Metern.
Das Hochland wird durch den Shuswap Lake in einen nördlichen und einen südlichen Abschnitt geteilt. Der nördliche Teil des Hochlands wird in Ost-West-Richtung vom Highway 5 durchquert. Die größte Gemeinde in diesem Bereich ist Clearwater. Diese ist auch der wichtigste Zugang zum Wells Gray Provincial Park, dem größten und wichtigsten der Provincial Parks in British Columbia auf dem Shuswap Highland. Der südliche Teil des Hochlands wird in Ost-West-Richtung vom Highway 1 durchquert. Hier liegt auch Sicamous, ein wichtiger Zugang zum Shuswap Lake und den umliegenden Provincial Parks, wie dem Shuswap Lake Marine Provincial Park oder dem Herald Provincial Park. Bei Sicamous zweigt vom Highway 1 auch der Highway 97A nach Süden, nach Vernon, ab. Der Highway 97A folgt dabei bis nach Enderby dem Verlauf des Shuswap River und dann, durch Armstrong bis nach Vernon, einem anderen Hochtal.

## Klima
Das Klima reicht hier von subalpinem Klima in den Bergen, vor allem weiter nördlich, bis hin zu einem halbtrockenen, gemäßigteren kontinentalen Klima, wie es um den Shuswap Lake herrscht.

## Berge
Die höchsten Berggipfel dieses Gebietes sind:
- Dunn Peak – 2636 m
- Trophy Mountain – 2577 m
- Probity Peak – 2540 m